# Argyra ussuriana
Argyra ussuriana är en tvåvingeart som beskrevs av Negrobov 1973. Argyra ussuriana ingår i släktet Argyra och familjen styltflugor. Inga underarter finns listade i Catalogue of Life.